# El Pujol Vell
El Pujol Vell és una obra del municipi d'Artés (Bages) inclosa en l'Inventari del Patrimoni Arquitectònic de Catalunya. Es tracta d'una masia situada al municipi d'Artés a la comarca catalana del Bages. Es troba al marge de la riera Gavaresa. És una de les masies més antigues del municipi, del qual un primer esment escrit Pugol data del 1199 en un acte entre el bisbe de Vic, Guillem de Tavertet i el castellà d'Artés, Guillem de Guàrdia. Conté les restes d'un molí d'aigua.

## Descripció
Construcció Civil: Masia de planta rectangular que correspon al primer grup de masies de tipus clàssic descrites per Danés.
La pedra de la masia és totalment arrebossada llevat dels carreus regulars de les cantonades i de les llindes de finestres i portes. La masia és coberta amb doble vessant i amb carener paral·lel a la façana orientada a migdia.

## Història
La Masia de Cal Pujol Vell és documentada des del segle xvi, concretament és esmentada en el Fogatge de l'any 1553 "Matia Pujoll" és un dels fogajats de la "Parròquia y terme de Artés y Orta".